# Ben Avon
Ben Avon est un borough situé dans le comté d'Allegheny, en Pennsylvanie, aux États-Unis,. En 2010, il comptait une population de 1 781 habitants. Il est incorporé en janvier 1891.

## Démographie
Lors du recensement de 2010, le borough comptait une population de 1 781 habitants. Elle est estimée, en 2018, à 1 754 habitants.

### Source de la traduction
- (en) Cet article est partiellement ou en totalité issu de l’article de Wikipédia en anglais intitulé « Ben Avon, Pennsylvania » (voir la liste des auteurs).